# Bournand
Bournand é uma comuna francesa na região administrativa da Nova Aquitânia, no departamento de Vienne. Estende-se por uma área de 32,42 km². Em 2010 a comuna tinha 901 habitantes (densidade: 27,8 hab./km²).